# Jarque de la Val
Jarque de la Val – gmina w Hiszpanii, w prowincji Teruel, w Aragonii, o powierzchni 29,23 km². W 2011 roku gmina liczyła 91 mieszkańców.